# مختصات ذاتی
در ریاضیات و مکانیک کلاسیک مختصات ذاتی به مجموعه‌هایی به‌خصوص از مختصات در فضای فاز گفته می‌شود که برای توصیف یک سیستم فیزیکی در هر لحظه زمانی به‌کار می‌رود. مختصات ذاتی در فرموله کردن مکانیک کلاسیک در قالب همیلتونی به‌کار می‌رود.